# Anna Thynne
Anna Thynne (née Beresford, née en 1806 et morte le 22 avril 1866) est une zoologiste marine britannique. Elle est connue pour avoir réalisé le premier aquarium récifal stable et durable, en 1846, dans lequel elle a maintenu en vie des coraux et des éponges pendant plus de trois ans. Elle est mariée à Lord John Thynne (1798-1881) (devenant "Lady John Thynne"), un sous-doyen de l'Abbaye de Westminster, et troisième fils de Thomas Thynne, second marquis de Bath.

## Publication
- « On the increase of Madrepores », Annals and Magazine of Natural History, London, Taylor and Francis, vol. 3, no 29,‎ 1859, p. 449–461 (lire en ligne)